# Nizza di Sicilia
Nizza di Sicilia er en italiensk by (og kommune) i regionen Sicilien i Italien, med omkring 3.526(2023) indbyggere.  